# Difil·lobotriosi
La difil·lobotriosi és una infecció causada per platihelmints del gènere Diphyllobothrium, generalment Diphyllobothrium latum i Diphyllobothrium nihonkaiense.

## Signes i símptomes

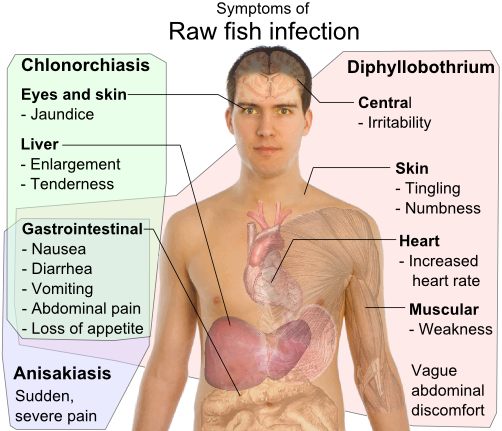
Símptomes d'infecció de paràsit per peix cru: Clonorchis sinensis (un trematode), Anisakis (un nematode o cuc rodó) i Diphyllobothrium (un cestode platihelmint), tots tres presenten símptomes gastrointestinals, però diferents.

La difil·lobotriosi pot persistir dècades en la persona afectada si no es tracta. La majoria d'infeccions són asimptomàtiques. Les manifestacions poden incloure dolor abdominal, diarrea, vòmit i pèrdua de pes. Es pot produir carència de vitamina B12 amb la subsegüent anèmia megaloblàstica, en les infeccions per D. latum però no per diverses dècades, possiblement a causa de la nutrició millorada. En un estudi, gairebé la meitat de la vitamina ingerida va ser absorbida per D. latum en pacients sans, mentre que en pacients amb anèmia el 80–100% va ser absorbit pel cuc. No s'ha descobert per què l'anèmia es produeix en alguns casos i no altres. Les infeccions massives poden ocasionar obstrucció intestinal. La migració de proglòtids pot causar colecistitis o colangitis.
S'han reportat desproporcionadament molts més casos en dones que en homes, probablement a causa de la més alta probabilitat d'implicar-se en la preparació dels aliments, més que per qualssevol diferències morfològiques.

## Diagnosi
La diagnosi específica consisteix en la identificació microscòpica d'ous en la femta. Els ous són normalment nombrosos i es pot demostrar sense tècniques de concentració. També té valor diagnòstic l'examen de proglotis en la femta.
Eines diagnòstiques:
- Microscòpia
- Comparació morfològica amb altres paràsits intestinals

Encara que és difícil d'identificar els ous o proglòtids al nivell d'espècie, la distinció té poca importància mèdica perquè, com la majoria de cucs intestinals adults, tots els membres d'aquest gènere responen als mateixos fàrmacs.

## Prevenció
La prevenció d'aquesta infecció consisteix en evitar el consum de peix d'aigua dolça cru. Cuinar adequadament el peix o congelar-lo mata les larves del cuc enquistades en el peix. També és important l'eliminació apropiada d'aigües residuals, per tal com la femta humana és un mecanisme important per propagar els ous i pot reduir la infecció dels peixos i, per tant, dels éssers humans.

## Tractament
Un cop fet el diagnòstic, el tractament és bastant senzill i eficaç. El tractament estàndard per difil·lobotriosi, així com moltes altres infeccions per platihelmints, és una sola dosi de praziquantel, 5–10 mg/kg per via oral, en una sola presa, tant en adults com en nens. Un tractament alternatiu és niclosamida, 2 g per via oral una dosi en adults o 50 mg/kg (max 2 g) en nens. S'ha descrit també l'eficàcia de l'albendazole. Una altra eina potencial interessant de diagnòstic i tractament és el medi de contrast, Gastrografin, introduït al duodè, la qual cosa permet tant la visualització del paràsit, com també s'ha mostrat eficaç per provocar el despreniment i l'expulsió del cuc sencer.

## Epidemiologia
La difil·lobotriosi es dona en àrees amb llacs i rius on es produeix consum humà de peix d'aigua dolça cru o poc cuinat. Aquestes àrees es troben a Europa, de forma recent en països de l'antiga Unió soviètica, Amèrica del Nord, Àsia, Uganda, Perú (a causa de ceviche), i Xile. La difil·lobotriosi nihonkaiense havia estat endèmica a les províncies costaneres del Japó central i del nord, on predominava la pesca del salmó. En dècades recents, les regions amb D. nihonkaiense endèmica han desaparegut del Japó, encara que se'n continuen reportant casos entre urbanites que consumeixen sushi o sashimi. A Kyoto es calcula que la incidència mitjana fa 20 anys era de 0.32 casos per 100,000 habitants per any, i que el 2008 era d'1.0 cas per 100,000 habitants, la qual cosa suggereix que la infecció per D. nihonkaiense és tan prevalent al Japó com ho és D. latum en alguns països europeus.
La malaltia actualment és rara als Estats Units, tot i que antigament era més habitual i se la coneixia com la "malaltia de la dona jueva" (Jewish housewife's disease) perquè les dones jueves, preparant el tradicional "peix gefilte" sovint el tastaven abans d'acabar-lo de cuinar del tot.